# Nigel Slack
Nigel Slack é professor e autor de vários livros na área da Administração.

## Formação e atuação profissional
Nigel Slack é graduado no curso de engenharia, e mestre e doutor em administração. Atualmente leciona a disciplina Política e Estratégia de Produção na Warwick University, Inglaterra. Já foi também professor da Brunel University, Oxford University e Templeton College, ministrando as disciplinas de Estratégia de Produção e de Engenharia de Sistemas de Produção, Estudos de Administração e Administração da Produção, respectivamente. Já trabalhou como aprendiz em indústria de ferramentas manuais, inicialmente. Depois de formado e especializado, trabalhou em engenharia de iluminação.

## Publicações
Nigel Slack possui várias publicações no ramo de Administração da Produção:
- 1991 – Making Management decisions, em co-autoria com Steve Cooke.
- 1993 – Vantagem Competitiva em manufatura.
- 1993 - Sevice Superiority, tendo Riberto Johnston como co-autor.
- 1997 – Cases in operation management, em co-autoria com Robert Johnston, Alan Harrison, Stuart Chambers, e Christine Harland.
- 1997 – Administração da Produção, juntamente com Stuart Chambers e Robert Johnston.